# Усолка (приток Тасеевой)
Усо́лка — река в Сибири, крупнейший левый приток Тасеевой. Длина — 356 км, площадь бассейна — 10 800 км².

## История
В 1667 году тобольский воевода П. И. Годунов поручил боярскому сыну Кондратию Хворову разведать, можно ли где в Енисейском и Мангазейском уездах сыскать свободные земли, пригодные для пашни и сенных покосов, чтобы устроить на них пашенных крестьян и завести государеву десятинную пашню. Донесение Кондратия Хворова от 27 июня 1668 года: «Кроме того, можно слободе быть и в другом месте по Тунгуске, по Тасеево реке и по Усолке, где пашенных мест и иных покосов и угодий много, крестьян можно поселить семей 80 и соль варить на Мангазейский обиход, по Усолке соляные пожилины есть». Пожилины — это родники, вода которых содержит много поваренной соли (минеральные источники).
В 1639 году на правом берегу реки Усолки был основан Троицкий солеваренный завод посадскими людьми из Енисейска, братьями Алексеем и Иваном Жилиными. Во второй половине XVII в. соляные промыслы на реке Усолке перешли к монастырям — Спасскому в Енисейске и Троицкому в Туруханске.

## География
Высота истока — 264 м над уровнем моря. Протекает по юго-западной окраине Среднесибирского плоскогорья по территории Нижнеингашского, Абанского, Дзержинского, Тасеевского и Мотыгинского районов Красноярского края России.
Расход воды в 69 км от устья — 21,7 м³/с. Летом осадки часто являются причиной половодья. Замерзает во второй половине октября — первой половине ноября, вскрывается во второй половине апреля — первой половине мая.
В Усолку впадают реки и ручьи (от устья к истоку): Междуреченский, Каменный, Глиняный, Луговой, Шумиха, Кириллов, Кривой, Большой Бревенчатый, Малый Бревенчатый, Варничный, Кукла, Барышня, Ваховка, Кирилловка, Бобровка, Колотиловка, Сутяга, Брякич, Варначный, Каренький 1-й, Каренький 2-й, Степанов, Яковлевка, Грязнов, Чёрная, Мурма, Глинная, Поганый, Филиктор, Шумиха, Плехановский, Плотбинка, Хандала, Кривой, Бакчет, Колон, Абан, Топол, Тульчет, Тынок, Котель, Нижний Шигашет, Змеев, Верхний Шигашет, Алатка, Итанак, Тагашинка, Истра, Игалаш, Аршет, Еланша, Кайтуш и другие.
На берегах Усолки располагаются населённые пункты (от устья к истоку): Устье, Троицк, Лужки, Глинная, Тасеево, Хандала, Бакчет, Топол, Дзержинское, Усолка, Нижний Танай, Верхний Танай, Курай, Ашпатск, Березовка, Ношино, Мачино, Огурцы, Устьянск.